# Lycocorax pyrrhopterus
Il corvo del paradiso o paradisea corvina (Lycocorax pyrrhopterus (Bonaparte, 1850)) è un uccello passeriforme della famiglia dei Paradisaeidae: si tratta dell'unica specie ascritta al genere Lycocorax.

## Descrizione

### Dimensioni

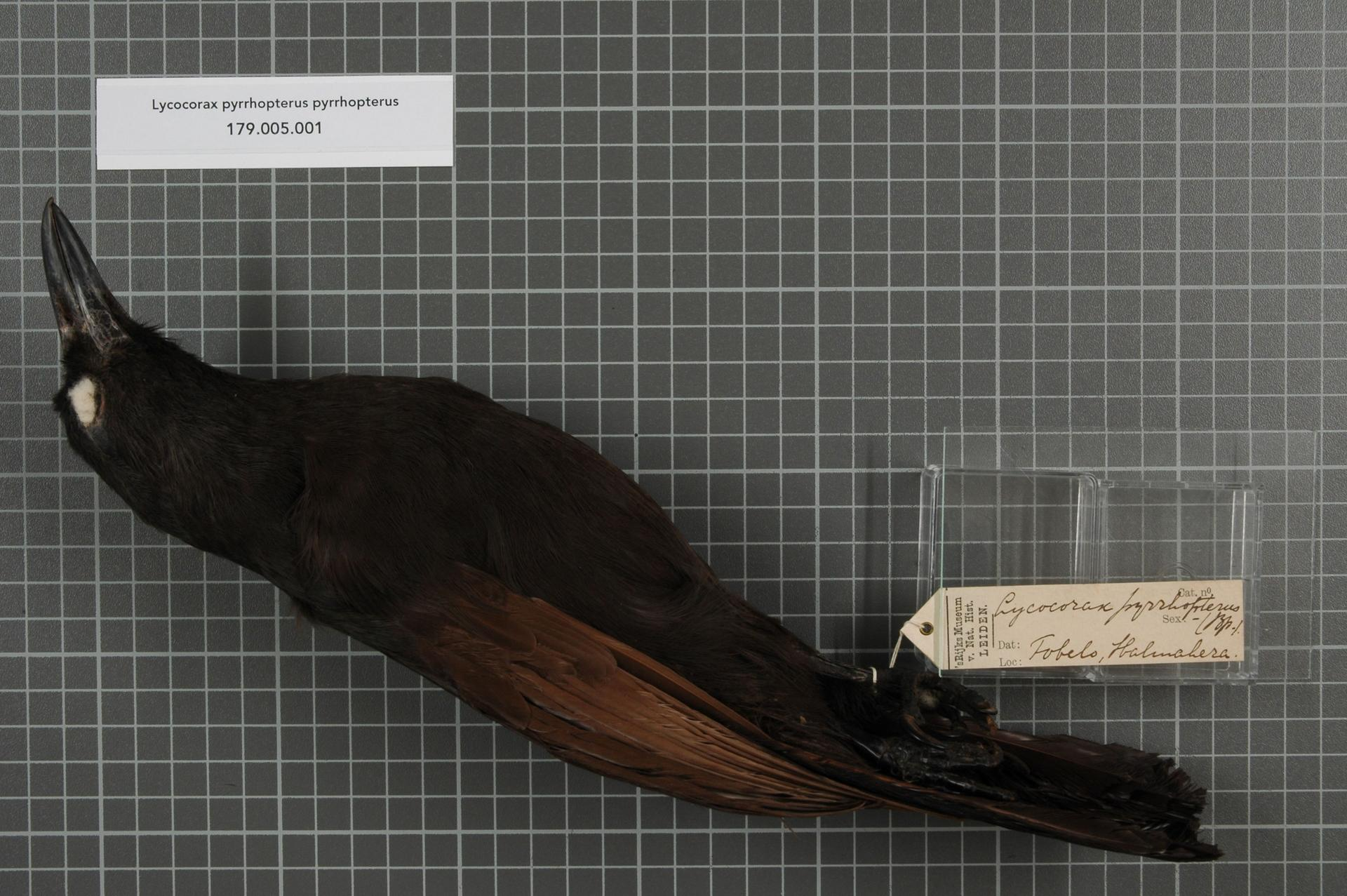
Esemplare impagliato.

Misura fra i 34 e i 42 cm di lunghezza, per un peso compreso fra i 218 e i 370 g: a parità d'età, le femmine sono meno robuste rispetto ai maschi.

### Aspetto
L'aspetto, come intuibile dal nome comune, è molto simile a quello di una cornacchia. Il piumaggio è uniformemente nerastro su tutto il corpo, con presenza di decise tonalità bruno-ruggine sulle ali. Becco e zampe sono anch'essi neri, mentre gli occhi sono di colore rosso, con anello perioculare nudo e nero.

## Biologia
Si tratta di uccelli dalle abitudini diurne e solitarie, che si muovono perlopiù nella canopia alla ricerca di cibo, pronti a rifugiarsi nel folto della vegetazione al minimo accenno di pericolo: i corvi del paradiso sono molto riservati e spesso è più facile sentirli mentre volano emettendo un distintivo ronzio oppure mentre emettono i propri richiami, vagamente simili all'abbaiare di un cane, che vederli.

### Alimentazione
I corvi del paradiso sono uccelli essenzialmente frugivori, la cui dieta si compone perlopiù di frutti di noce di Betel, quando disponibili, oltre che di una varietà di frutti maturi: essi integrano inoltre la propria dieta con piccoli invertebrati come insetti, ragni e millepiedi.

### Riproduzione
La stagione riproduttiva cade durante l'estate australe, estendendosi fra dicembre e giugno: il corvo del paradiso è una delle poche specie monogame di paradiseidi, con ambedue i sessi che collaborano nella costruzione del nido (una coppa di rametti, muschio e altro materiale di origine vegetale posta a 6-8 metri dal suolo, generalmente alla biforcazione di un ramo), alla cova del singolo uovo, che è rosato con sottilissime striature bruno-nerastre, e alle cure parentali, che si protraggono per circa un mese prima che il nidiaceo, alimentato principalmente con frutti, possa dirsi indipendente.

## Distribuzione e habitat
La specie è endemica delle Molucche settentrionali, dove abita le isole di Halmahera, Morotai, Obira e le isole minori circonvicine.
L'habitat del corvo del paradiso è rappresentato dalle aree pedemontane fino a 1000 m di quota, ricoperte da foresta pluviale, anche secondaria: lo si può osservare anche sul limitare delle aree coltivate e nei parchi e giardini ben alberati.

## Tassonomia
Se ne riconoscono tre sottospecie:
- Lycocorax pyrrhopterus pyrrhopterus, la sottospecie nominale, diffusa su Halmahera, Kasiruta e Bacan;
- Lycocorax pyrrhopterus morotensis Schlegel, 1863, diffusa su Morotai e Rau;
- Lycocorax pyrrhopterus obiensis Bernstein, 1865, diffusa su Obira e Bisa.

La sottospecie obiensis viene da alcuni considerata una specie a sé stante col nome di Lycocorax obiensis, ma pochi studiosi considerano valida questa classificazione.
Il corvo del paradiso rappresenta un clade molto basale nell'ambito dei paradiseidi, cominciando a divergere dalle altre specie di uccelli del paradiso circa 10 milioni di anni fa: nell'ambito della famiglia, esso risulta filogeneticamente vicino alle varie specie di manucodia (generi Manucodia e Phonygammus).
Il nome scientifico della specie deriva dall'unione del prefisso greco πῦρ (pyr, "fuoco") con κόραξ (kòrax, "corvo"), col significato di "corvo di fuoco", in riferimento agli occhi rossi e alle ali color ruggine di questi uccelli.